# Guido Aballay
Guido Manuel Aballay (Fernández, Santiago del Estero, Argentina, 10 de noviembre de 1968). Es un exfutbolista argentino que jugaba como delantero.

## Trayectoria

### Atlético Concepción
Aballay empezó jugando al fútbol en su provincia, Santiago del Estero, en un equipo de la liga de dicha provincia. A los 18 años se muda a Tucumán para jugar en Atlético Concepción y en 1989 se coronaría campeón de la Liga Tucumana, siendo el primero en la historia del equipo de la Banda.

### Atlético Tucumán
Debido a su gran rendimiento en Concepción Aballay es traspado a Atlético Tucumán. En el Decano jugó hasta 1997, dónde disputó 133 partidos y marcó 37 goles.

### Olimpo
Luego de su paso por Tucumán, llega a Olimpo para disputar el Nacional B 1997/98 en lo que sería su último paso antes de iniciar su trayectoria en el exterior.

### San José
A mitad de 1998 llega a San José en lo que sería su primera temporada en el fútbol boliviano.

### Wilstermann
En 1999 llega al subcampeón del fútbol boliviano, Wilstermann. En la temporada 2000 se consagraría campeón.

### Real Potosí
En el 2001 llega a Real Potosí dónde terminaría en tercer lugar por detrás de Bolivar y Oriente Petrolero. 

### Mariscal Braun
Llegaría en 2002 a Mariscal Braun, en lo que sería su último club en Bolivia.

### San Juan
En el 2003 volvería a Tucumán para jugar en San Juan, en dónde le pondría fin a su carrera.

## Clubes
| Club                | País      |
| ------------------- | --------- |
| Atlético Concepción | Argentina |
| Atlético Tucumán    | Argentina |
| Olimpo              | Argentina |
| San José            | Bolivia   |
| Wilstermann         | Bolivia   |
| Real Potosí         | Bolivia   |
| Mariscal Braun      | Bolivia   |
| San Juan            | Argentina |

## Palmarés
| Título           | Equipo              | País      | Año  |
| ---------------- | ------------------- | --------- | ---- |
| Liga Tucumana    | Atlético Concepción | Argentina | 1989 |
| Primera División | Wilstermann         | Bolivia   | 2000 |